# Friedrich Martin Berwerth
Friedrich Martin Berwerth (Sighișoara, 16 de noviembre de 1850-Viena, 22 de septiembre de 1918) fue un mineralogista y petrógrafo austríaco.
Hijo de un farmacéutico, estudió en Viena y Graz y se doctoró en el año 1873 en la Universidad de Heidelberg. Después fue asistente de la facultad de mineralogía y petrografía de la Universidad de Viena junto a Gustav Tschermak. En 1897 dirigió el departamento de mineralogía y petrografía, y en 1905 fue director del Museo de Historia Natural de Viena. Uno de los campos a los que se dedicó fue al estudio de meteoritos. En 1901 fundó junto con Friedrich Becke la Österreichische Mineralogische Gesellschaft. La Sociedad Mineralógica Alemana se fundó gracias a su iniciativa. En 1918 se jubiló.

## Obra

### Algunas publicaciones
- Mikroskopische Structurbilder der Massengesteine in farbigen Lithographien, 1900.

- Verzeichnis der Meteoriten im K.K. Naturhistorischen Hofmuseum Ende Oktober 1902, (1903).

- "Steel and Meteoric Iron, &c", publicada en 1908 en inglés.

- Ein natürliches System der Eisenmeteoriten, 1914.

- "On the origin of meteorites", publicada en 1917 en inglés (se tradujo del alemán de una conferencia en el Club científico de Viena el 26 de enero de 1914.).[4]

## Honores
Le concedieron el título de consejero áulico.